# Жупа (административна област)
Жупа је словенска реч која означава добро настањену и култивисану територијалну област, "везану неком долином, пределом, ограниченим брдима".. Као и село, жупа је реч старијег словенског порекла. У Србији, пример оваквих административних области су жупе у околини Призрена: Средачка жупа, Сиринићка жупа, Гора, Опоље и Призренски Подгор. Жупе (или жупаније) су такође назив за административне јединице у појединим државама (Краљевина Угарска, модерна Хрватска). У средњем веку су жупан и велики жупан биле владарске титуле у рангу кнеза. Мађарска, Хрватска и многе друге државе су подељена на жупаније.
У Србији би тај термин, данас, највише одговарао речи срез.

## Етимологија
Сматра се да је порекло термина везано за индоевропску основу *gheu-, *ghu-, преко прасловенског *geupa- са основним значењем брањеног и заклоњеног заједничког пребивалишта. Ово првобитно значење сачувало се у српском језику до данас. Као општи појам у српском језику означава предео погодан за земљорадњу, висовима заштићен од временских неприлика и наглих климатских промена.

### Назив жупа у средњовековној Србији
Као општи појам, реч жупа, се први пут јавља у повељи Стефана Немање Дубровчанима из 1205. године. Захваљујући Жичкој повељи из 1220. године познат је и већи број посебних жупа. Највећи број имена је словенског или предбалканског порекла, које су носиле имена по различитим речним долинама ( Белица, Морава, Расина, Лаб, Ибар, Ситница), а када дође до поделе такве жупе, онда се оне деле према току реке у чијој долини су формиране. Тако постоји пример Горњег и Доњег Ибра, Горње и Доње Лепенице и сл. Такође су се делиле и по обласним именима (Требиње, Левач), по изразитим облицима рељефа, по којем је тај део био карактеристичан (Горска жупа). Један број жупа носио је имена по градовима који су управно седиште жупе. Примери тих тзв. градских жупа су: Призрен, Брвеник, Борач, Будимља, Брсково.
Првобитно значење речи се сачувало до данас. У српском језику, реч жупа, означава осунчани предео са обрадивом земљом, који је природно отклоњен од ветра, а због благих прелаза годишњих доба погодан за земљорадњу и гајење винограда. 

## Жупе у средњовековној Србији
Жупа је основна управно-територијална јединица у српским средњовековним земљама. Жупу чини скуп више сеоских насеља и бар једна тврђава или град. У развијеном средњем веку жупе имају своје међе и своје име.  Чинила су је села која су такође имала своје међе. Све обрадиве и необрадиве површине пажљиво су омеђене и тиме издвојене као целина и у односу на суседна насеља и у односу на жупу којој припадају. Простор жупе обухвата целокупно заједничко необрађено земљиште (шуме, паше, воде) и обрадиво тло, подељено између насеља у жупи. Заједничке површине користило је цело село или жупа. Временом се рађа феудална класа јер родовска аристократија прибавља све већа права над заједничким земљиштем. Тај процес се у Србији одвија током 14. и 15. века. 
Сеоска насеља по жупама могла су бити у поседу цркве, владара или феудалца. Располажемо са највише података о сеоским насељима у приморским областима, а у унутрашњости се већина података односи на села која су припадала манастирским властелинствима. Податке нам пружају Дечанске хрисовуље и турски дефтери. Већина насеља на Косову имала је од 40 до 60 кућа, а великим селима сматрала су се она са преко 80 кућа.  

###### Жупе Константина Порфирогенита и попа Дукљанина
Према "Спису о народима" Константина Порфирогенита, Неретљани су били организовани у три жупе: Растоцу (данашњи Расток на истоименом језеру код Вргорца), Мокро (од Вруље до Вргорца) и Далену (жупа која се налазила у залеђу за разлику од прве две које су биле у приморју). Списак жупа Захумља сачуван је у "Летопису попа Дукљанина", извору који је настао два века након "Списа о народима". То су: Стон, Попово (Жабско или Зажабље, око планине Жабе), Лука (у горњем току Неретве), Дубрава (између Стона и Мостара, у долини Брегаве), Дабар (Дабарско поље), Велика (крај око Љубушког), Горимота (тј. Имота, Имотско поље), Веченике (Вечерић, од ушћа Требижата до Мостарског блата). Ових девет жупа постојале су и пре 12. века када је Летопис написан. Из списка жупа се види да је у периоду између писања ова два дела Захумље проширено на рачун Хрватске (Имота) и на рачун Паганије (долина Требижата). Травунија и Конавли су се, према Летопису, састојали од десет жупа: Требиње, Љубомир, Фатница, Рудине, Крушевица, Врм, Рисан, Драчевица (залеђе Херцег Новог), Конавли и Жрновница (Жупа дубровачка). По Летопису попа Дукљанина је у Дукљи постојало више жупа од којих је већина била распоређена око Скадарског језера, а остале у приморју. То су: Лушка жупа (Љешкопоље), Подлужје (јужно од Љешкопоља, па до Скадарског језера), Купелник (источно од Подлужја, до Скадарског језера), Облик (Тарабош, јужно од Скадарског језера и десна обала Бојане), Прапратна (између Бара и Улциња), Кучева (у залеђу Будве), Црмница (западне обале Скадарског језера), Грбаљ (у залеђу Котора), Горска жупа (источно од Подгорице, северније од десне обале Цијевне). Центар ове последње жупе требало би да буде Медун мада га Порфирогенит не помиње.

### Правни положај и управа
Жупу у средњовековној Србији сачињавали су сва села и људи који су живели у оквиру те жупе. Територијалне границе жупа биле су означаване различитим белезима и природним знамењима. Представљала је друштвену целину, становници жупе су посебна друштвена група у односу на градско становништво и влашко становништво по катунима. Становништво је претежно било седелачко, ратарско. Жупа је тако представљала посебно правно тело са одређеним колективним правима и обавезама. Основно заједничко право жупног становништва било је право на заједничко коришћење паше. Жупски пашњаци биле су тачно одређене парцеле земљишта, колективно власништво. Становници једне жупе могли су напасати стоку само на пашњацима сопствене жупе. И када би села поједине жупе била подељена између више власника сви становници су задржавали ово колективно право.
Основна колективна обавеза становника било је обезбеђивање смештаја и исхране за владара и његову пратњу што се називало  приплата или оброк. Друга колективна обавеза била је и приселица која је подразумевала надокнаду штете коју би путници претрпели на територији одређене жупе. Ипак, Душанов законик укида приселицу као колективну обавезу становништва жупе и надокнаду штету преноси са жупе на појединца. Највећи део одредаба Душановог законика који се односи на жупу регулише колективну кривичну одговорност у случају пљачки трговаца, разбојништво, крађу стоке и слично. Значајна колективна обавеза жупског становништва било је и обезбеђивање путева. Средином 14. века у жупама где је било више власника села страже на путевима су одређивали представници државне власти, кефалије и цареве судије. Заједничке обавезе грађана и жупљана биле су зидање и одржавање града, дочекивање и испраћај владара и посланика. 
Локалну власт у жупи (око 1300) године чинили су жупски кнез и жупски судија. Они су се старали о убирању пореза и извршавању других жупских обавеза.
Српски владар могао је властелину да поклони нека села у жупи или читаву жупу. За инвеституру (увођење у посед) жупе плаћало се службенику приставу преносна такса издава. Издава је износила три перпера за свако село у жупи а за баштинску хрисовуљу коју је у име владара састављао логотет по 30 перпера од сваког села и за писање дијаку шест перпера. Власт властелина у жупи била је организована по узору на владарев двор, што значи да је властелин имао своје управне службенике који су се називали владалци.

## Град и жупа
Жупско становништво је имало према 127. члану Душановог законика обавезу да заједно са градским становништвом обавља поправке градских бедема. У ранијој српској историографији се претпостављало на основу овог податка да су градови представљали управна места жупа али се сада углавном прихвата мишљење да је сеоско становништво ту обавезу пре свега имало према градовима у којима би се склањало у случају ратних сукоба. Поједини значајнији градови су се наметали као управна средишта у појединим периодима па је онда име града потискивало старије име жупе (Звечан, Брвеник уместо жупе Ибар). Такође је забележен низ жупа у којима није било градова (Лепеница, Љубовиђа, Грбаљ, Лугомир) али исто тако и низ градова који се нису везивали ни за једну жупу (Ниш, Островица, Голубац). Свакако је постојала узајамна условљеност градског и сеоског подручја пре свега зато што је село обезбеђивало храну за град.

## Крај жупског система
У време српске деспотовине спроведена је централизација државне управе ради лакше одбране земље. Као основне територијално-управне јединице уведене су власти у које су претворене и поједине жупе (Борач, Лепеница). У турским изворима 15. века термин жупа се замењује општим изразом вилајет а поједине области и жупе уклопљене су заједно са влашким катунима, градовима и трговима у нахије турског управног војног и пореског система.